# 丹·比瑟瑞恩
丹·布蘭登·比瑟瑞恩（英語：Dan Brandon Bilzerian，1980年12月7日—）是一位美國職業撲克玩家、演員及網路社會媒體關注對象。

## 早年生活、家庭及教育
丹·比瑟瑞恩出生於美國佛羅里達州坦帕，父母為保羅·比瑟瑞恩及特麗·斯特芬（Terri Steffen），另外還有一位弟弟亞當。他的亞美尼亞裔父親在華爾街是一位成功的图谋收购者，並為他的每位兒子設立大筆的信託資金。
比瑟瑞恩在2000年加入海豹部隊訓練計划。經過多次嘗試後，他仍沒辦法從這項計畫中順利畢業。在首次嘗試中，他所屬的第229班127位成員僅16人通過訓練。根據比瑟瑞恩表示他的失格「沒有真正令人滿意的原因」。向比瑟瑞恩進行採訪的SOFREP.com記者證實他參與了海豹部隊計畫，並說道根據他的調查，比瑟瑞恩是因為「射擊範圍內的安全性違規」而被取消資格。在結束他的軍旅生涯後，比瑟瑞恩進入佛羅里達大學就讀，主修商業與犯罪學。但未知是否毕业。

## 職業生涯

### 賭徒
身為一位職業撲克玩家，比瑟瑞恩最出名的一次賭局是在2009年的世界撲克大賽主賽，他在此六次登上該節目的電視轉播。他最終取得第180名，並贏得36,626美元。他同時也是線上撲克室勝利撲克（Victory Poker）的共同創辦人。他在2010年獲《Bluff》雜誌選為Twitter上最有趣的撲克玩家之一。2011年3月9日，比瑟瑞恩在拉斯維加斯賽車場與身為賽車愛好者及最高法院訴訟律師的湯姆·戈爾茨坦競速，他們的賭注為385,000美元，而比瑟瑞恩與戈爾茨坦分別駕駛1965年AC Cobra與法拉利458 Italia，最終由比瑟瑞恩獲得這場比賽的勝利。
2011年11月，比瑟瑞恩與包括演員陶比·麥奎爾、尼克·卡薩維茨及加布·卡普蘭等其他十人在龐氏騙局策畫者布拉德利·朗德曼（Bradley Ruderman）判刑入獄後，被追討與朗德曼賭博所獲之獎金，以償還給部分受朗德曼詐欺的受害者。同年，比瑟瑞恩公開為遭控訴非法賭博的艾力士·羅德里奎茲辯護，聲稱他自己在涉嫌賭博事件發生時在現場，但羅德里奎茲並沒有在場。

### 演員
比瑟瑞恩曾在2013年電影中擔任特技替身演員，以及2013年電影中飾演希利高級主任（Sr. Chief Healy）。2014年，他登上電影和。比瑟瑞恩也出演了2015年布魯斯·威利主演的電影《終極救援》。

### 代言
比瑟瑞恩與線上賭場公司bgo簽約，與凡爾納·特羅耶一同代言他們的電視廣告。

## 個人生活
自2013年起，比瑟瑞恩因為他在Instagram上傳的照片而受到媒體關注。不過早在2012年，網站TheDirty.com創辦人尼克·里奇便已開始透過他的網站記錄比瑟瑞恩的生活。由於他奢侈的生活，據報在他32歲前曾遭遇過三次心臟病發作。
比瑟瑞恩在2014年對電影的製作人提起訴訟。他的訴訟指出，雖然他以至少8分鐘的露臉畫面及80個字的台詞，作為借100萬美元來製作這部電影的交換，但他的角色最終被下修至少於1分鐘且只有一句對話。他要求賠償120萬美元（原借款金額加上百分之二十的罰款）。
2014年12月，比瑟瑞恩被捲入一宗與色情演員珍妮絲·格里菲斯（Janice Griffith）的法律糾紛。他在2014年4月時，為拍攝《好色客》雜誌照片將格里菲斯從屋頂扔下游泳池，造成格里菲斯跌落到泳池旁的邊上，並且摔斷了她的腿。接著，18歲的格里菲斯向比瑟瑞恩求償85,000美元醫療費，但遭到回絕。之後，格里菲斯對好色客及比瑟瑞恩兩者提起訴訟，而比瑟瑞恩的律師回應說，格里菲斯屬《好色客》事件的合約之下，而也就是《好色客》聘請比瑟瑞恩的這起事件，所以比瑟瑞恩並無過失。2015年1月，好色客的律師宣稱這個拋擲事件是個「天災」，並表示格里菲斯受傷並非出版商的錯。
2014年12月，比瑟瑞恩被一間邁阿密夜店列為黑名單，因為他在一場鬥毆事件中朝模特兒凡妮莎·卡斯塔諾（Vanessa Castano）的臉上踢了一腳。比瑟瑞恩則指出卡斯塔諾和其他女性攻擊他的女伴。卡斯塔諾表示「在我桌旁的兩位女性當時正在打架。群眾漸漸開始推擠，而我試圖支開他們。接著丹將我從長椅推開，一回我感覺到他踢了我的臉。」之後，卡斯塔諾提起訴訟，指控比瑟瑞恩對他造成傷害。另據報導，卡斯塔諾已向比瑟瑞恩求償100萬美元以結束這場訴訟，又指出若是訴訟開始審判，根據他的收入將有可能會有更巨額的懲罰性損害賠償。
2014年12月9日，比瑟瑞恩因無關的製造炸彈罪名在洛杉磯國際機場被捕。根據洛杉磯警察局，比瑟瑞恩是受內華達州的逃犯通緝令被捕，且在大約下午10點左右於洛杉磯警局太平洋分局被登記入冊以作指控之用；「比瑟瑞恩已被指控違反法律，他持有一個爆炸性或燃燒性裝置並意圖製造它以構成犯罪。」他在被捕當日撤銷控訴後獲釋，但待到2015年1月於內華達州克拉克郡接受傳訊。比瑟瑞恩在2015年2月認罪並不做任何爭辯，獲判「在野外過失未能撲滅火災」的輕罪，並罰款17,231.50美元。

### 慈善事業
比瑟瑞恩在2014年財政資助養父母布萊恩（Brian）及妮可·哈蒙德（Nicole Hammond）。哈蒙德夫婦是收養了六位需要幫助的兒童的養父母。比瑟瑞恩透過一支YouTube影片得知了他們所遭遇的困境。

## 總統候選
比瑟瑞恩於2015年6月宣布他要參加2016年美國總統選舉。2015年12月，他宣布退選，並表態支持唐納·川普。

## 外部連結
- 官方网站
- 丹·比瑟瑞恩在互联网电影资料库（IMDb）上的資料（英文）